# Kebbepura, Heggadadevankote
Kebbepura là một làng thuộc tehsil Heggadadevankote, huyện Mysore, bang Karnataka, Ấn Độ.